# Samatata

Carte du sous continent indien en 375, on voit le royaume de Samatata au nord-est.

Le royaume de Samatata ou de Samata était un royaume hindou situé à l'embouchure du Brahmapoutre près de Chittagong et qui fut tributaire des Gupta. Il se constitua lors du déclin des Maurya. Le royaume connut des rois bouddhistes entre 650 et 700.
Le moine voyageur chinois Xuanzang visita, au VIIe siècle le royaume qu'il nomme San-mo-tat'a. Xuanzang y signale un centre bouddhiste. Il est mentionné aussi par un autre moine voyageur chinois, Yijing.
Le royaume joua un rôle important dans la région du IVe au XIIe siècle.
Au centre de l'ancien territoire de Samatata, des fouilles archéologiques dans les villages des Wari et Bateshwar laissent à penser qu'il s'agit de la Souanagoura de Ptolémée.